# Lunar Society

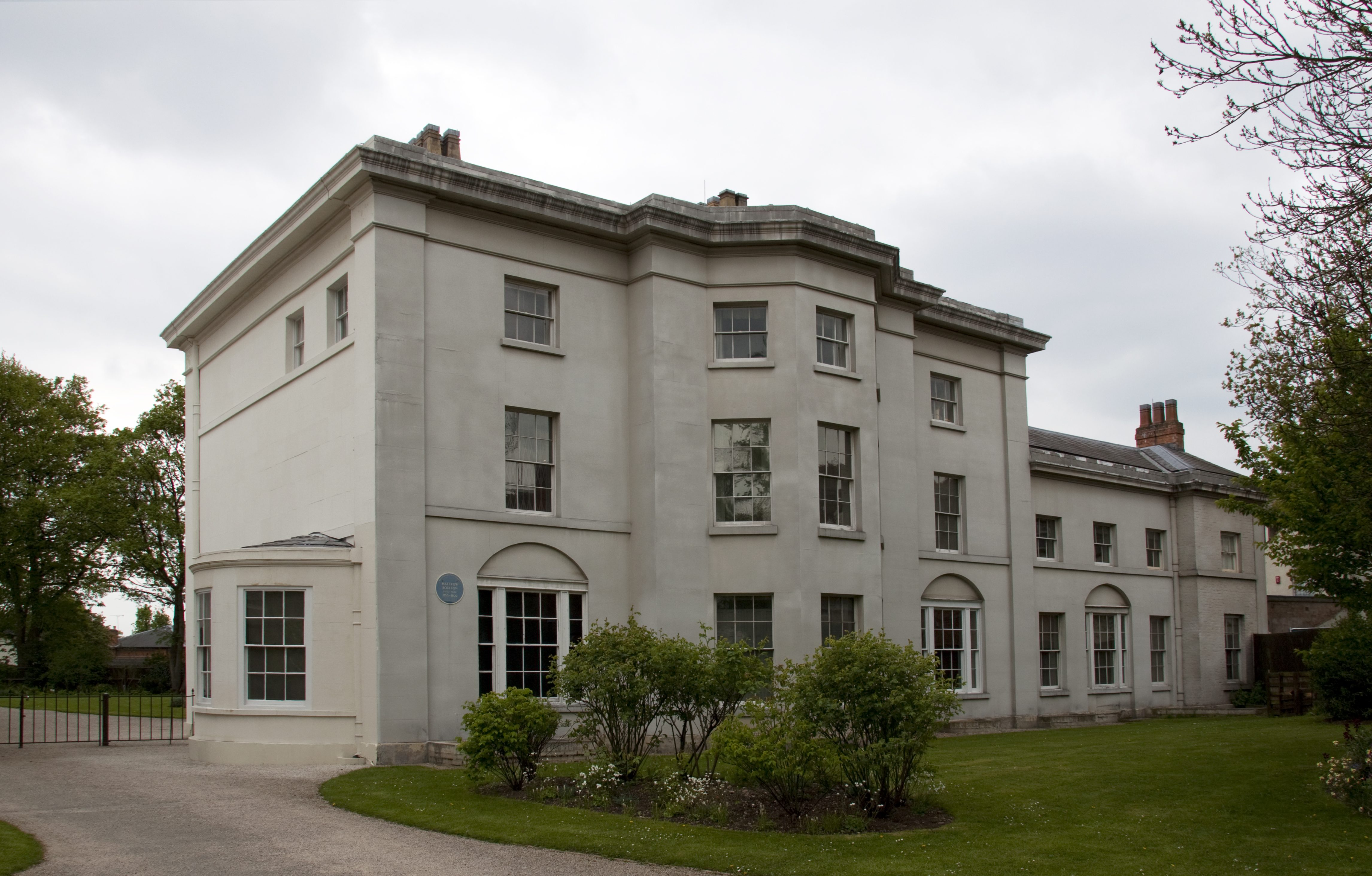
Soho House där föreningen samlades vid middagsbordet varje månad. Soho House är beläget i Handsworth, en förstad till Birmingham.

The Lunar Society var en middagsklubb och ett informellt sällskap med säte i Midlands i England som samlade en rad framstående personer under upplysningstiden. Sällskapet har beskrivits som en tankesmedja för den industriella revolutionen, där medlemmarna kunde diskutera viktiga idéer och ibland göra små experiment. En del av medlemmarna representerade industrin, det fanns också naturfilosofer och andra intellektuella. Medlemmarna träffades regelbundet mellan 1765 och 1813 i Birmingham, England. Namnet uppstod på grund av att sällskapet skulle träffas under fullmånen, eftersom extra ljus gjorde resan hem lättare och säkrare för, någon gatubelysning fanns det inte. Sällskapet träffades bland andra hos Erasmus Darwin i Lichfield, hos Matthew Boulton i Soho House och i Great Barr Hall.
Under denna tid grundade man vetenskapliga sällskap i ett antal städer. Lunar Society var inte det första eller det viktigaste inom vetenskap. Det blev världsberömt främst på grund av sina berömda medlemmar. Sällskapet utvecklades genom olika grader av organisation under en period på upp till femtio år, men var bara en informell grupp. Några skrivna regel, protokoll eller medlemskapsböcker finns inte. Man räknar ofta att bland medlemmar var åtminstone Matthew Boulton, Erasmus Darwin, Thomas Day, Richard Lovell Edgeworth, Samuel Galton, James Keir, Joseph Priestley, William Small, Jonathan Stokes, James Watt, Josiah Wedgwood, John Whitehurst och William Withering. 11 av dem (alla utom Day, Small och Stokes) var också medlemmar i Royal Society. Alla 14 var inte medlemmar samtidigt. Av de som grundade sällskapet var Darwin läkare och uppfinnare, Boulton en nyfiken industriman och Small var Boultons familjeläkare och lärare till Thomas Jefferson. Matthew Boulton hade inte fått någon formell utbildning, men han var mycket intresserad av astronomi, meteorologi, kemi, elektricitet, medicin, konst och trädgårdsdesign. Han och Darwin blev vänner omkring 1758. Trots att de hade olika bakgrund delade de ett gemensamt intresse för experiment och uppfinningar och deras verksamhet skulle visa att Darwins teoretiska förståelse och Boultons praktiska erfarenhet kunde komplettera varandra. De träffade varandra regelbundet och för att genomföra utredningar i vetenskapliga ämnen såsom elektricitet, meteorologi och geologi. De blev snart vänner med John Whitehurst, urmakare från Derby, och Benjamin Franklin. James Watt och Joseph Priestley var i ständig kontakt med medlemmar i Birmingham och centralt för cirkelns verksamhet från 1767. James Watts bidrag till framväxten av Storbritanniens verkstadsindustrin är massiv, men utan stöd av andra medlemmar, Boultons expertis i verksamhet och Darwins psykologiska stöd – Watt hade lidit av depression – hade hans betydelse kanske inte varit så tydlig.
Porträttmålaren Joseph Wright of Derby var aldrig formellt medlem av Lunar Society, men hans långa vänskap med John Whitehurst och Erasmus Darwin  gjorde honom säkert till en Lunar satellit. Han målade många medlemmars porträtt och lyckades också lyckades fånga deras patos och spänning inför olika experiment.  Många av dessa porträtt finns i Wrights hemstad Derby Museum and Art Gallery.

## Porträtt av medlemmar

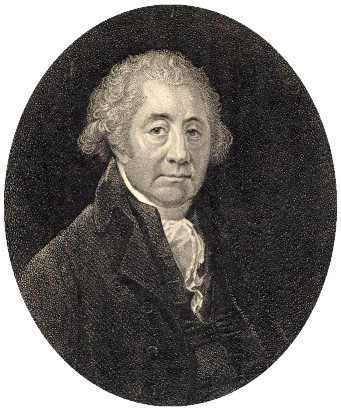
Matthew Boulton (målad av William Ridley).
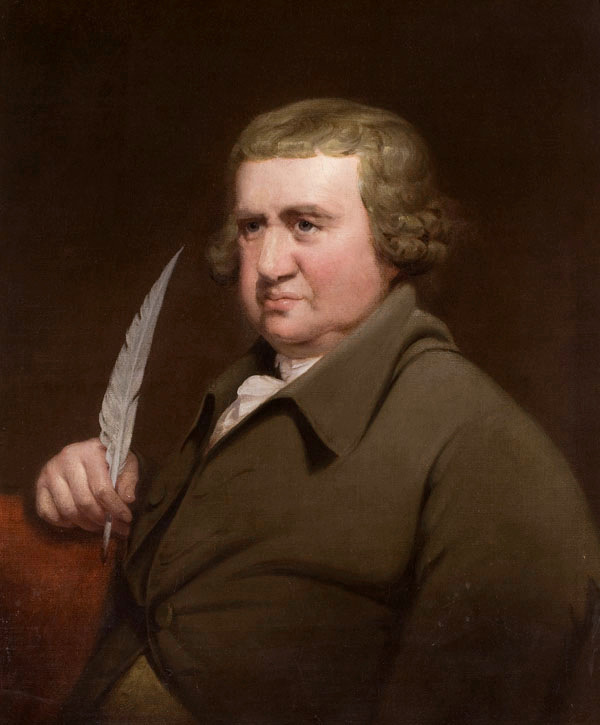
Erasmus Darwin (målad av Joseph Wright, 1792).
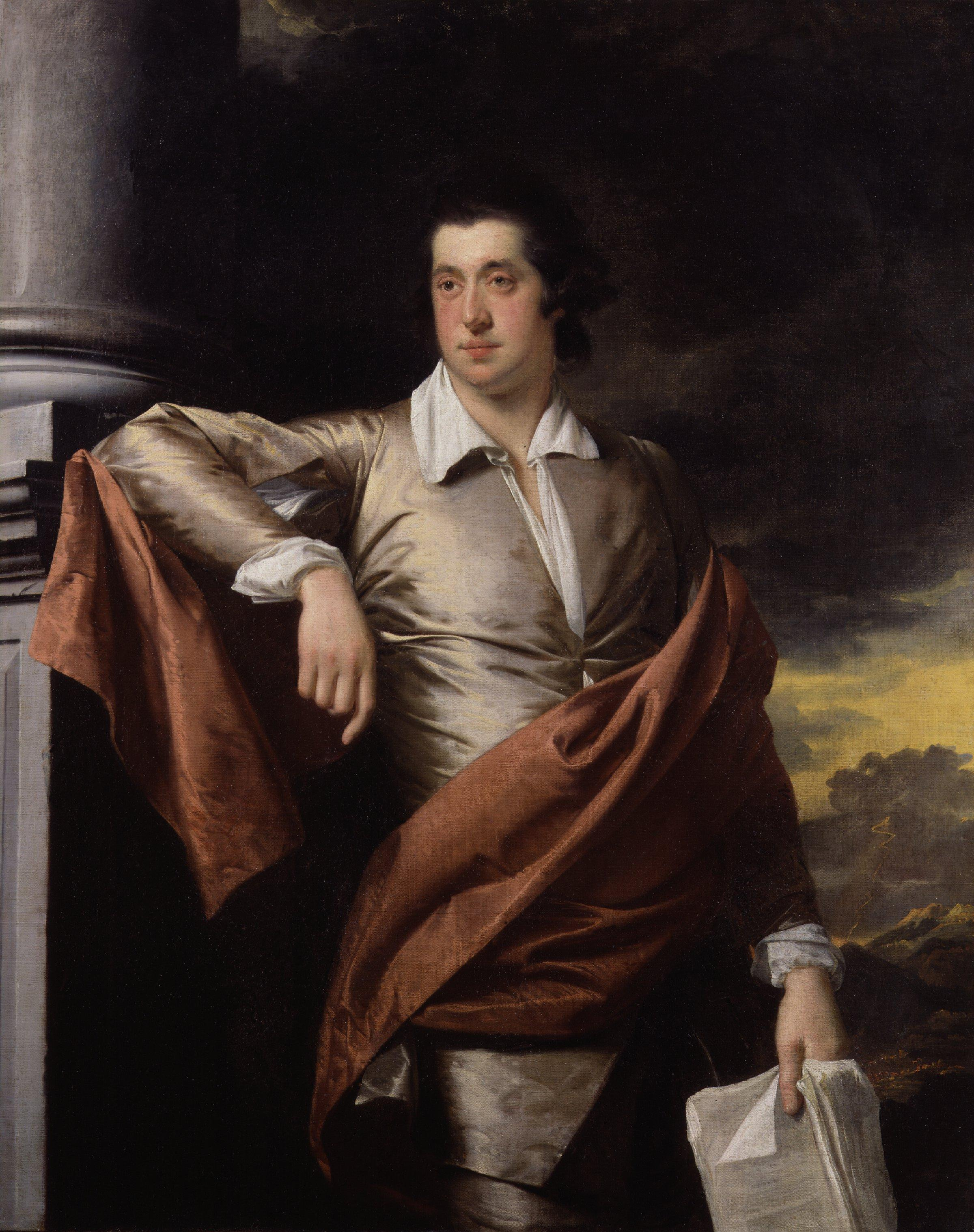
Thomas Day (målad av Joseph Wright).
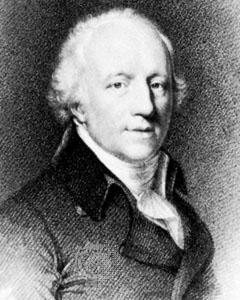
Richard Edgeworth (målad av A. Cardon, 1812).
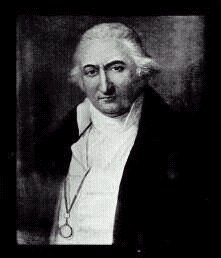
Samuel Galton.
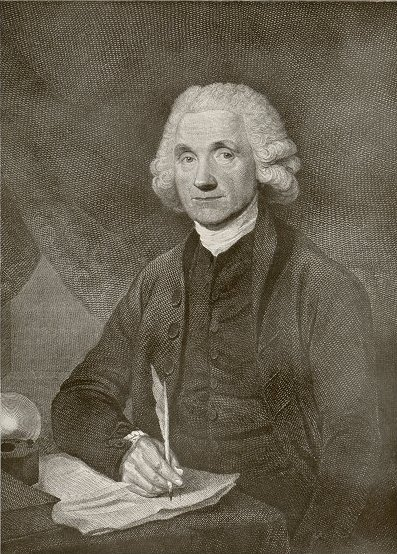
Joseph Priestley.
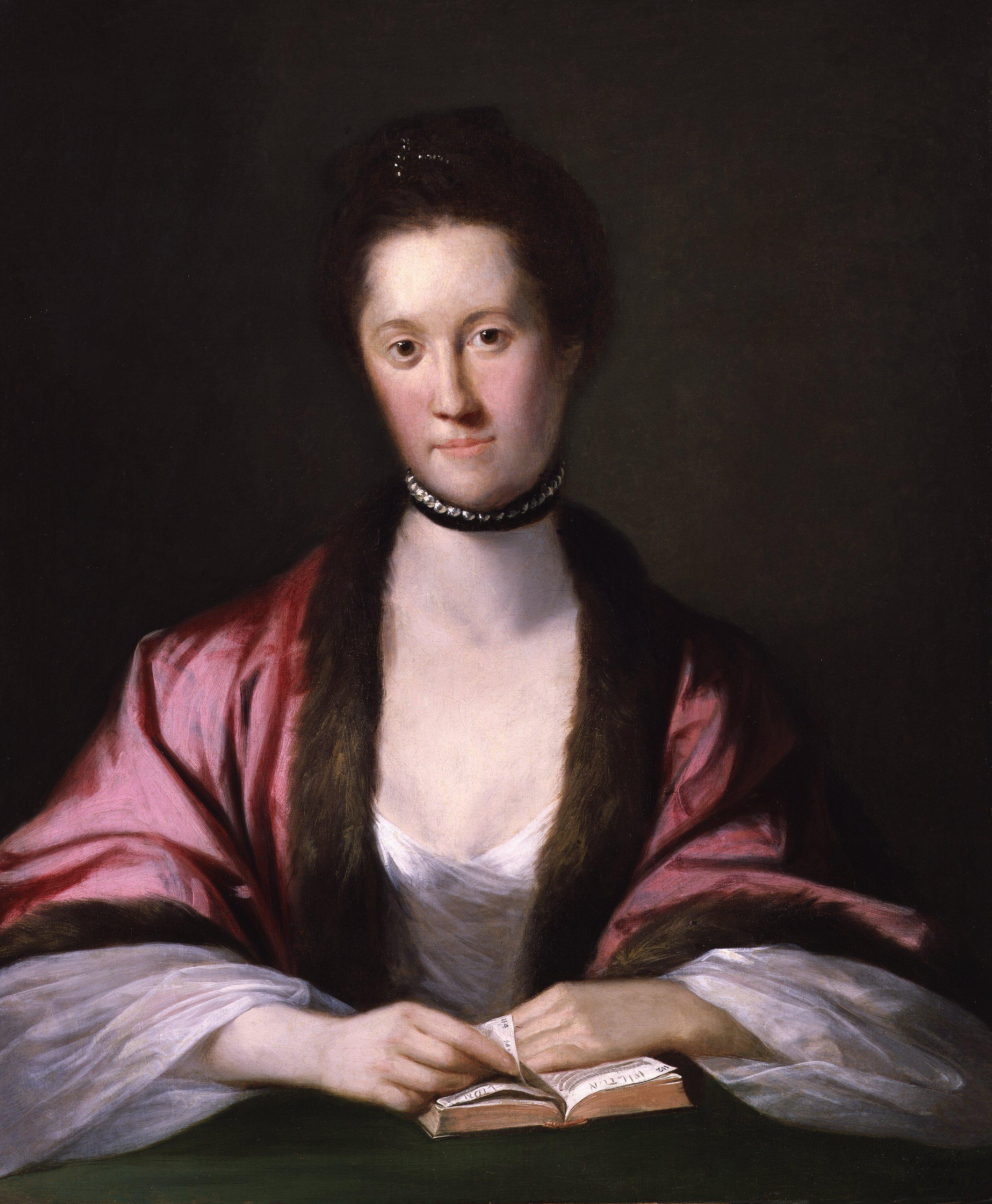
Anna Seward (målad av Tilly Kettle).
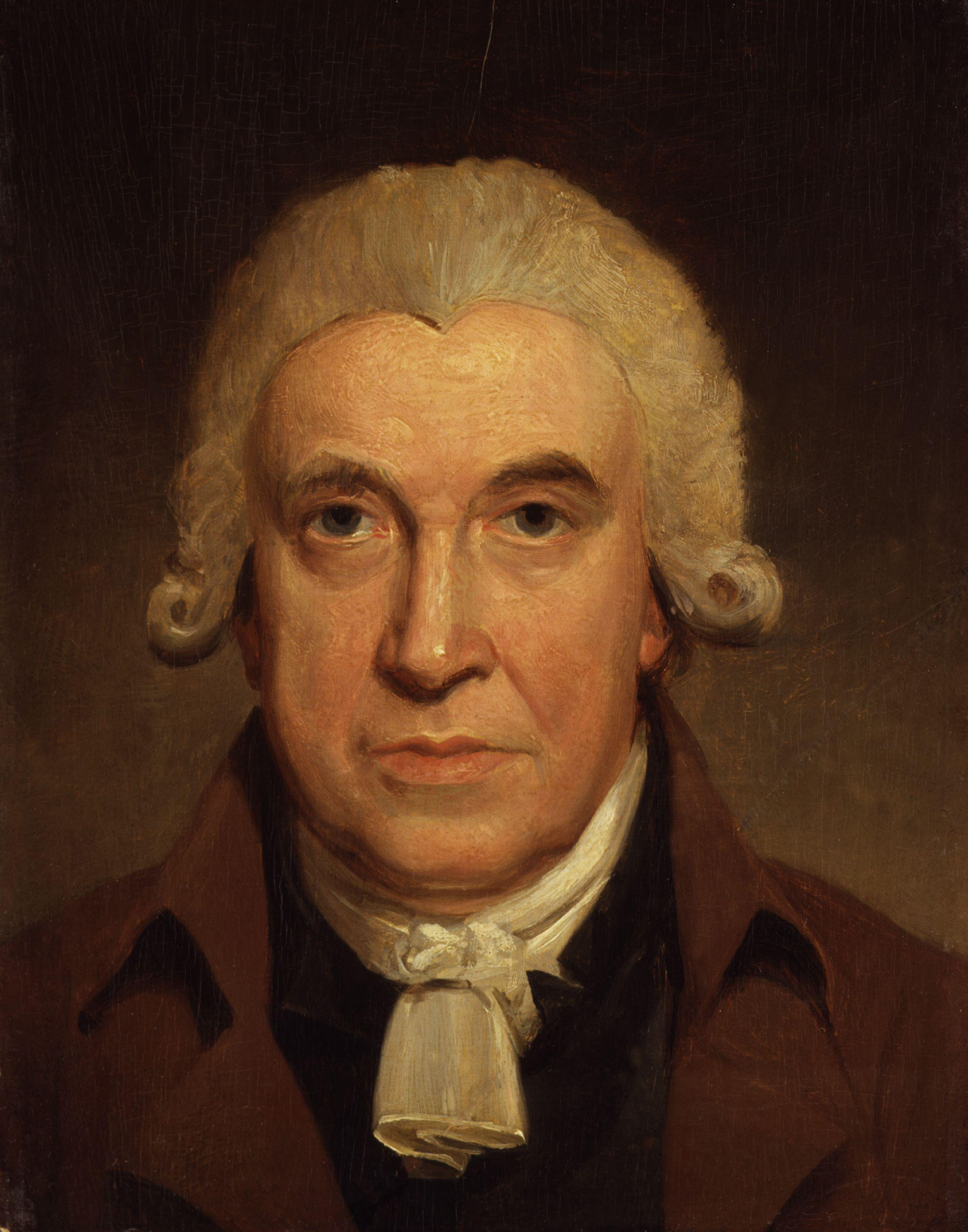
James Watt (målad av Henry Howard).
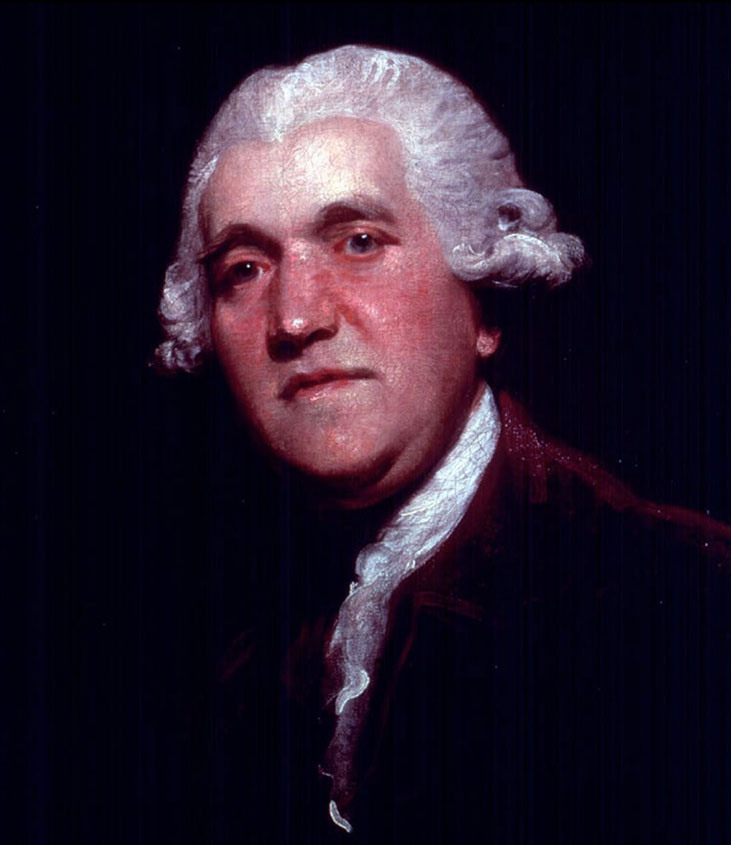
Josiah Wedgwood (målad av Joshua Reynolds).
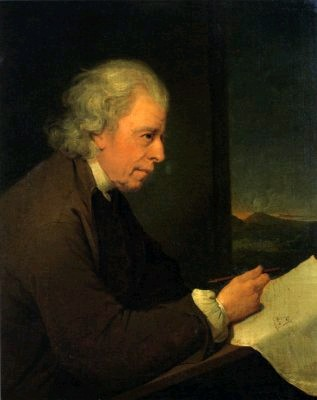
John Whitehurst (målad av Joseph Wright).
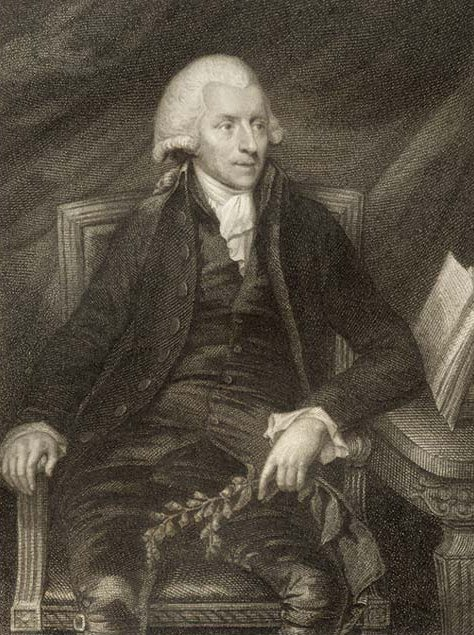
William Withering.